# ژان لوئیس هودول
ژان لوئیس هودول (انگلیسی: Jean-Louis Hodoul؛ زادهٔ ۱ آوریل ۱۹۴۶) بازیکن فوتبال اهل فرانسه است.
از باشگاه‌هایی که در آن بازی کرده‌است می‌توان به باشگاه فوتبال المپیک مارسی، باشگاه فوتبال باستیا، و باشگاه فوتبال تروا اشاره کرد.